# Торресов пролив
То́рресов проли́в — пролив, отделяющий Австралию от острова Новая Гвинея. Пролив соединяет Коралловое море Тихиого океана и Арафурское море Индийского океана. Ширина в самой узкой части — около 150 км. К югу находится полуостров Кейп-Йорк — самая северная часть австралийского штата Квинсленд. На севере находится Западная провинция государства Папуа — Новая Гвинея.

## География
Пролив связывает Коралловое море на востоке с Арафурским морем на западе. Пролив очень мелкий, а целый лабиринт рифов и островов делает его опасным для навигации.
В Торресовом проливе лежит несколько групп островов, которые совместно называются острова Торресова пролива. Число этих островов — не менее 274, из них 17 на сегодняшний день обитаемы.
Острова весьма разнообразны по типам экосистем и типу формирования. Несколько ближайших островов к Новой Гвинее имеют пологий рельеф, они сформированы аллювиальными осадочными отложениями, образовавшимися наносами местных рек, текущих к морю. Многие из островов на западе холмисты, образованы, в основном, из гранита, они представляют собой верхушки продолжения Большого барьерного рифа, которые превратились в острова с поднятием уровня моря во время последнего ледникового периода. Центральные острова — это, в основном, коралловые рифы, а на востоке — вулканического происхождения.
Коренное население островов Торресова пролива — меланезийские народы, родственные папуасам из Новой Гвинеи. Основные языки аборигенов — кала-лагав-я и мериам-мир, а также брокан (креольский язык островов Торресова пролива). По данным австралийской переписи 2001 население островов составляло 8089 человек, хотя ещё многие другие живут вне Торресова пролива в Австралии.

## История
Первый европеец, осуществивший плавание в проливе, был Луис Ваэс де Торрес, испанский мореплаватель, заместитель командующего экспедиции Педро Фернандеса Кироса, который плыл из Перу на юг Тихого океана в 1605. После того как корабль Кироса вернулся в Мексику, Торрес продолжил запланированное путешествие в Манилу через Молуккские острова. Он плыл вдоль южного побережья Новой Гвинеи и, возможно, посетил северную оконечность Австралии, однако не осталось записей, которые бы указывали на это.
В 1769 шотландский географ Александр Далримпл прочёл отчёт Торреса о плавании и назвал пролив в честь Торреса.
В 1770, когда Джеймс Кук присоединил всю восточную Австралию к Британской короне, он проплывал через пролив после плавания вдоль австралийского побережья. В 1879 острова Торресова пролива были присоединены к Квинсленду. Таким образом, впоследствии они стали частью британской колонии Квинсленд, хотя многие из них лежат совсем рядом с побережьем Новой Гвинеи.

## В культуре
Торресов пролив упоминается в романе Двадцать тысяч льё под водой Жюля Верна как опасный пролив, в котором подлодка «Наутилус» села на мель.